# علم النفس السيبراني والسلوك والشبكات الاجتماعية
علم النفس السيبراني والسلوك والشبكات الاجتماعية هي مجلة علمية شهرية تتم مراجعتها من قبل الأقران تغطي علم النفس السيبراني والتأثيرات النفسية لخدمات الشبكات الاجتماعية مثل فيسبوك وتويتر. تأسست في عام 1998م باسم علم النفس السيبراني والسلوك، وحصلت على اسمها الحالي في عام 2010. تم نشرها من قبل ماري آن ليبرت ، وشركة ورئيس التحرير هي بريندا ك. ويدرهولد (مستشفى سكريبس التذكاري). وفقًا لتقارير الاقتباس من المجلة ، فإن عامل التأثير للمجلة لعام 2020 يبلغ 4.157.

## روابط خارجية
- الموقع الرسمي